# Boon's Markt
Boon's Markt is een Nederlandse supermarktformule waarbij 38 winkels zijn aangesloten, deels als franchisenemer. De winkelketen is onderdeel van Boon Food Group. Het eerste filiaal werd in 2013 in Vlaardingen gevestigd. In 2017 werd besloten om alle filialen van MCD om te bouwen tot een Boon's Markt. In 2022 nam Boon's twee winkels over die afgestoten werden in verband met de fusie van Coop en PLUS.

## Geschiedenis
In 1966 begon in Oosterhout de formule als Marius & Cornelis Discount, afgekort tot MC Discount. Het bedrijf was voornamelijk actief in Zuidwest-Nederland en had in 2018 nog 29 vestigingen. Van origine was MCD een discountsupermarkt, maar werd later omgevormd tot een servicesupermarkt-formule. Moederbedrijf Boon Food Group startte in 2013 in Vlaardingen met de nieuwe formule Boon's Markt. Bedoeling was af te komen van het dure imago van MCD en meer aan te sluiten bij de lokale consument. Na 2017 zou het merk MCD volledig worden vervangen door Boon's Markt, maar dat was medio juli 2024 nog niet volledig gerealiseerd.

## Organisatie
Moederbedrijf Boon Food Group is aangesloten bij inkooporganisatie Superunie. Het distributiecentrum van de Boon Food Group is gevestigd in Dordrecht.